# 青木真也
青木真也（1983年5月9日—），是一位日本的職業混合武術〕家，隸屬於日本的DREAM格鬥賽。他和另外一位隸屬於戰極的北岡悟，被譽為日本最強的兩位新生代選手。
青木真也是現任的World Alliance of Mixed Martial Arts (WAMMA) 的輕量級王者，同時也是Shooto的中量級王者。青木真也是從中井祐樹（Yuki Nakai）的門下拿到巴西柔術與柔道的黑帶。
青木真也以身體的靈巧而著稱，被日本人稱為：跳關十段。意思是指青木真也擁有靈巧，和高超的跳躍式關節技術。

## 職業生涯
2006年的8月，青木在PRIDE格鬥錦標賽所舉辦的Bushido 12裡出賽，對手是來自美國的選手Jason Black。青木僅花了二分鐘，就以漂亮的三角絞贏得勝利，讓青木在Pride的比賽裡開出好彩頭。之後對上Clay French，青木同樣以三角絞獲勝。接連的勝利，讓青木在日本受到矚目的程度越來越高。

## 戰績

### 混合武術
| 格鬥戰績分項 | 格鬥戰績分項 | 格鬥戰績分項 | 格鬥戰績分項 | 格鬥戰績分項 | 格鬥戰績分項 | 格鬥戰績分項 |
| ------------ | ------------ | ------------ | ------------ | ------------ | ------------ | ------------ |
| 26 總和      | 擊倒         | 降服         | 判定         | 其他         | 平局         | 無效         |
| 21 勝        | 1            | 12           | 6            | 0            | 0            | 1            |
| 4 負         | 3            | 0            | 1            | 0            | 0            | 1            |

## 外部連結
- 青木真也的Blog （页面存档备份，存于）
- DREAM網站上之青木真也 （页面存档备份，存于）
- Sherdog網站上之青木真也 （页面存档备份，存于）